# María Ignacia Eguiguren
María Ignacia Eguiguren (* 9. März 1992) ist eine chilenische Hürdenläuferin, die sich auf die 100-Meter-Distanz spezialisiert hat.

## Sportliche Laufbahn
Erste Erfahrungen bei internationalen Meisterschaften sammelte María Ignacia Eguiguren 2009 bei den Juniorensüdamerikameisterschaften in São Paulo, bei denen sie im 100-Meter-Lauf mit 12,48 s in der ersten Runde ausschied und ihren Vorlauf über 200 Meter nicht beenden konnte. Zudem gewann sie mit der chilenischen 4-mal-100-Meter-Staffel in 47,48 s die Bronzemedaille. 2014 nahm sie erstmals an den Südamerikaspielen in Santiago de Chile teil und belegte dort in 14,37 s den achten Platz im Hürdenlauf. Anschließend gewann sie bei den U23-Südamerikameisterschaften in Montevideo in 13,93 s die Bronzemedaille, wie auch mit der Staffel in 46,80 s. Im Jahr darauf wurde sie bei den Südamerikameisterschaften in Lima in 14,21 s Sechste und schied bei der Sommer-Universiade in Gwangju mit 14,41 s in der Vorrunde aus. Zwei Jahre später erreichte sie bei den Südamerikameisterschaften in Luque in 13,49 s Rang fünf und 2018 erreichte sie bei den Südamerikaspielen in Cochabamba das Finale, ging dort aber kurzfristig nicht mehr an den Start. 2019 konnte sie bei den Südamerikameisterschaften in Lima ihren Finallauf nicht beenden, 2020 siegte sie aber bei den erstmals ausgetragenen Hallensüdamerikameisterschaften in Cochabamba mit neuem Landesrekord von 8,40 s im 60-Meter-Hürdenlauf. 
Nach einer zweijährigen Wettkampfpause gewann sie 2023 bei den Südamerikameisterschaften in São Paulo in 13,81 s die Bronzemedaille hinter den Brasilianerinnen Caroline Tomaz und Micaela de Mello. Ende Oktober schied sie dann bei den Panamerikanischen Spielen in Santiago de Chile mit 14,07 s im Vorlauf aus.
In den Jahren 2015, 2016 und 2018 wurde Eguiguren chilenische Meisterin im 100-Meter-Hürdenlauf.

## Persönliche Bestzeiten
- 100 Meter: 12,10 s (+1,7 m/s), 13. Mai 2018 in Cochabamba
  - 60 Meter (Halle): 7,50 s, 18. Januar 2020 in Cochabamba
- 100 m Hürden: 13,61 s (+1,6 m/s), 9. März 2019 in Santiago de Chile
  - 60 m Hürden (Halle): 8,40 s, 1. Februar 2020 in Cochabamba (chilenischer Rekord)